# Rầy phấn trắng
Bọ phấn trắng lớn hay rầy phấn trắng, tên khoa học Aleurodicus dispersus, là một loài côn trùng cánh nửa trong họ Aleyrodidae, phân họ Aleurodicinae. Chúng được Dale Alan Russell miêu tả khoa học đầu tiên năm 1965.